# Kvalifikace na Mistrovství světa ve fotbale 1986 (OFC)
Kvalifikace na Mistrovství světa ve fotbale 1986 zóny OFC určila účastníka mezikontinentální baráže proti celku ze zóny UEFA.
Oceánské zóny se z politických důvodů zúčastnily také celky  Tchaj-wan a  Izrael. Čtveřice týmů vytvořila jednu skupinu, ve které se utkali dvoukolově každý s každým doma a venku o postup do mezikontinentální baráže proti týmu z Evropy.

## Skupinová fáze
| Poř. | Tým         | B  | Z | V | R | P | VG | IG | +/- |
| ---- | ----------- | -- | - | - | - | - | -- | -- | --- |
| 1    | Austrálie   | 10 | 6 | 4 | 2 | 0 | 20 | 2  | 18  |
| 2    | Izrael      | 7  | 6 | 3 | 1 | 2 | 17 | 6  | 11  |
| 3    | Nový Zéland | 7  | 6 | 3 | 1 | 2 | 13 | 7  | 6   |
| 4    | Tchaj-wan   | 0  | 6 | 0 | 0 | 6 | 1  | 36 | -35 |

| Datum                         | Domácí      | Výsledek | Hosté       |
| ----------------------------- | ----------- | -------- | ----------- |
| 3. září 1985, Ramat Gan       | Izrael      | 6 – 0    | Tchaj-wan   |
| 8. září 1985, Ramat Gan       | Tchaj-wan   | 0 – 5    | Izrael      |
| 21. září 1985, Auckland       | Nový Zéland | 0 – 0    | Austrálie   |
| 5. října 1985, Auckland       | Nový Zéland | 5 – 1    | Tchaj-wan   |
| 8. října 1985, Ramat Gan      | Izrael      | 1 – 2    | Austrálie   |
| 12. října 1985, Christchurch  | Tchaj-wan   | 0 – 5    | Nový Zéland |
| 20. října 1985, Melbourne     | Austrálie   | 1 – 1    | Izrael      |
| 23. října 1985, Adelaide      | Austrálie   | 7 – 0    | Tchaj-wan   |
| 26. října 1985, Auckland      | Nový Zéland | 3 – 1    | Izrael      |
| 27. října 1985, Sydney        | Tchaj-wan   | 0 – 8    | Austrálie   |
| 3. listopadu 1985, Sydney     | Austrálie   | 2 – 0    | Nový Zéland |
| 10. listopadu 1985, Ramat Gan | Izrael      | 3 – 0    | Nový Zéland |

 Tchaj-wan hrála všechny své "domácí" zápasy na hřišti soupeře.
Austrálie postoupila do mezikontinentální baráže proti celku ze zóny UEFA.